# ラウル・ペック
ラウル・ペック（フランス語: Raoul Peck、1953年9月9日 - ）は、ハイチの映画監督である。

## フィルモグラフィ
- ルムンバの叫び（2000年）
- Sometimes in April（2005年）
- Moloch Tropical（2009年）
- Assistance mortelle（2013年）
- Meurtre a Pacot（2014年）
- 私はあなたのニグロではない（2016年）[2]
- マルクス・エンゲルス（2017年）[3]
- 殺戮の星に生まれて / Exterminate All the BRUTES（2021年）[4]